# 日本航空 (持株会社)
株式会社日本航空（にほんこうくう、会社定款の英語訳等では「にっぽんこうくう」、英語: Japan Airlines）とは、かつて東京都品川区に所在した定期航空運送事業を中心とする企業グループの経営の統括を目的に設立された日本の持株会社である。

## 概要
略称は「JAL（ジャル）」、「日航（にっこう）」（日本航空システム時代は、「JALS（ジャルズ）」も使用されていた）。日本航空自身は、航空運送事業者ではなかったので航空会社コード、無線呼出名称等は無く、グループの各航空会社に航空会社コード、無線呼出名称が付与されている。
2010年1月19日、経営不振・債務超過を理由に、日本航空、子会社の日本航空インターナショナル、ジャルキャピタルの3社は東京地方裁判所に会社更生法の手続を申請、受理されたことを受け、株式会社企業再生支援機構を支援者に、経営再建の道を図ることとなった。
後述の通り、2010年12月1日をもって、事業会社たる日本航空インターナショナルに吸収合併されたため、2011年4月1日に同社が日本航空株式会社に商号変更（復帰）するまでは、一時的ではあるが、「日本航空」という名の法人が日本航空グループに存在しない状態となっていた。

## 沿革
- 2002年（平成14年）10月2日 - 日本航空株式会社及び株式会社日本エアシステム（その後の日本航空ジャパン）が株式移転し、株式会社日本航空システム（JALS）設立。
- 2003年（平成15年）4月1日 - 吸収分割により日本航空株式会社からジャルセールス及びジャルキャピタルの管理営業を承継し、両社を完全子会社化。
- 2004年（平成16年）
  - 4月1日 - 傘下の日本航空株式会社、株式会社日本エアシステムを、それぞれ株式会社日本航空インターナショナル、株式会社日本航空ジャパンに商号変更。株式交換により日本アジア航空株式会社（JAA）を完全子会社化。
  - 6月26日 - JALSが株式会社日本航空に商号変更。
  - 12月1日 - 経営合理化で、JALグループ本社ビルであるJALビルディングを野村不動産グループ2社に不動産証券化の上、売却。同社と日本航空インターナショナル名義で10年間解約禁止特約付きの賃貸契約を締結。
- 2005年（平成17年）3月31日 - 傘下のハーレクィンエア（HLQ）の全航空運送事業を終了。
- 2006年（平成18年）
  - 4月1日 - 日本航空インターナショナルは、ジャルセールスが統括していた航空券予約・発券業務を同社から移管され、ジャルセールスは純粋な旅行代理店となる。
  - 6月4日 - 日本航空がワンワールド加盟の為の招請状を受理・調印。
  - 10月1日 - 傘下の日本航空インターナショナルが同社を存続会社として日本航空ジャパンを吸収合併。
- 2007年（平成19年）
  - 2月22日 - JALグループは、新小型機としてエンブラエル社（ブラジル）のエンブラエル170（E170）の導入方針を決定した。確定10機およびオプション5機の購入契約を2007年春頃に締結し、2008年10月に第一号機を受領予定。そして、2009年2月より、グループ会社のジェイエア（J-AIR） により運航が開始。
  - 4月1日 - JALグループが、国際的な航空連合であるワンワールドに正式加盟・サービス開始。
  - 11月26日 - JAL労働組合（組合員約1万人）が、詳細な個人情報の収集を無断で行い、思想・信条や「乳がん」「シングルマザー」などの記述で記録していた事が、週刊朝日の報道で発覚（JAL客室乗務員監視ファイル問題）[4]。「日本航空キャビンクルーユニオン」らの190人が、JALFIOと組合幹部、日本航空に計約4200万円の損害賠償を求め、東京地方裁判所に提訴。2008年、日本航空が原告の請求任諾。2010年10月、JAL労組に対し原告1人当たり1万円の損害賠償命令。
  - 12月 - JALグループの新小型機として導入される、エンブラエル社のエンブラエル170（E170）について、パイロットの派遣を条件に購入契約を結んだ。派遣されるパイロットは、いずれも外国人のおよそ20人で、3年間の期限で乗務する。このような購入契約は国内では例がない。あわせて、エンブラエル170（E170）を運航するグループ会社のJ-AIRにおいて、パイロットの自社養成制度などによりパイロットの確保が行われている。
- 2008年（平成20年）
  - 3月31日 - 台湾への輸送をグループにおいて担当していた日本アジア航空を吸収合併。日本アジア航空が運航していた便は同じく傘下の日本航空インターナショナルに移管。
  - 5月30日 - 50年近く使用された鶴丸マーク（二代目）を付けた機体が最後のフライトを行った。
- 2009年（平成21年）
  - 10月29日 - 企業再生支援機構に再生支援の事前相談の申請を開始[5]。
  - 11月13日 - 2009年第2四半期決算発表で1,312億円の最終赤字を計上。また、事業再生ADRの申請を発表[6]。
- 2010年（平成22年）
  - 1月19日 - 日本航空インターナショナル・ジャルキャピタルと共に東京地方裁判所へ会社更生法の適用を申請して即日受理。同日中に企業再生支援機構が支援を発表[2]。負債額は3社で約2兆3221億円（2009年9月30日現在）[3]、戦後4番目の大型倒産、事業会社としてはそごうグループを超えて最大規模の倒産となった[7]。社長の西松遙以下取締役は即日辞任。管財人が、2月1日の新体制発足までの間、仮の経営体制を指示。専務執行役員の上原雅人が、グループCOO臨時代行に就任し、社内に管財人室が設置された[8]。
  - 1月20日（アメリカ合衆国：1月19日） - 日本航空がニューヨーク州地方裁判所へ連邦倒産法第15章の適用を申請[9]。
  - 2月1日 - 大西賢・日本エアコミューター代表取締役社長が社長兼グループCOO（最高執行役員）に、稲盛和夫・京セラ株式会社代表取締役名誉会長が会長（執行役員）にそれぞれ就任（その後、稲盛はグループCEOに就任予定）。同日付で大西・稲森体制及び新経営陣発足。引き続き企業再生機構が支援する。
  - 2月20日 - 上場廃止。
  - 4月20日 - 日本航空の債権に対するCDS清算価値の入札が行われ、20%と決定された[10]。
  - 6月25日 - 傘下の日本航空インターナショナル・ジャルキャピタルを日本航空に吸収・統合させることを発表[11]。3社合計で2兆円以上とされる負債を一本化させることで金融機関などへの債権カットの交渉を円滑に進めることが目的とされる。
  - 8月31日 - 更生計画案を東京地裁に提出[12]。
  - 11月30日 - 東京地裁が更生計画案を認可。
  - 12月1日 - 日本航空インターナショナルに吸収合併され解散（同年6月の報道時から変更）。100%減資により発行済み株式を消却。
  - 12月31日 - 日本航空機長組合や日本航空キャビンクルーユニオンなど反社側5組合に加盟する160余人の乗員を当日で整理解雇。被解雇者達から会社更生法適用1周年の2011年1月19日に提訴される。
- 2011年（平成23年）
  - 3月28日 - 会社更生終了。
  - 4月1日 - 株式会社日本航空インターナショナルが日本航空株式会社に商号変更。

## 公募増資問題
日本航空の取締役会は2006年6月30日に、大規模な公募増資を行うことを発表した。この公募増資は発行済み株数の約37%にあたる7億株を新規発行しておよそ2000億円を調達するというものであり、調達された資金は機材購入や転換社債の償還に用いられると思われる。だが、2日前（6月28日）に行われた同社の株主総会ではこの公募増資に関して株主に対する明確な説明は為されておらず、総会のわずか2日後という時期での増資発表には株主軽視との批判がされた。その後、増資は実施されたが、1400億円程しか資金が集まらず目標を下回った上に、株価も一時的に大きく値を下げた。ただし、この増資に関しては、香港のファンドが空売りを仕掛けて価格を下げるよう誘導したとして、証券取引等監視委員会が香港の証券規制当局に関係者を処分するよう働き掛けている。

## 経営再建問題
2010年、JALが会社更生法適用を東京地裁に申請を行い、JAL支援決定が公表され、政府が協力支援表明した。
その後、日本航空及び企業再生支援機構は、再建の一環として大幅な人員整理（1500人）を打ち出した。中でも乗員（機長・副操縦士・客室乗務員など）200余人に対して行われた同年限りでの整理解雇に対しては、労働組合を始めとした内外から「必要四要件を満たしていない」と疑問と批判の声が挙がっており、組合の申し立てを受けた国際労働機関から日本国政府（厚生労働省）に調停が行われている（支援機構は12月24～25日に計画されたストライキに対し「決行された場合は支援を止める」と声明しており、これには「再建を盾に取った争議権侵害で不当労働行為」との声が上がった）。会社更生法適用1周年の2011年1月19日、整理解雇を受けた乗員達が地位保全を求めて提訴。
なお、整理人数については1500人に対して1700人の希望退職があったという。

## JALグループ企業

### 航空事業者
JALグループは、グループ全体で売上高が航空業界世界第3位の、巨大航空グループ（メガキャリア）であった。
なお、構成企業は、株式会社日本航空（持株会社）直接の連結子会社（JALを含む）、日本航空インターナショナルの連結子会社、旧日本航空ジャパンの連結子会社と大きく3グループに分かれ、実質旧会社（この「旧」は日本航空ジャパンが東亜国内航空であった時点まで遡る）の体制を引きずりながら「JALグループ」として事業を行っていたが、それが一連の安全に関わる事故の原因のひとつとされ、グループの組織改革により、主要企業は全て日本航空直接の連結子会社とする事でグループとして経営支配関係を明確化する作業を行っていた。
◎JALグループは国際航空連合（アライアンス）「ワンワールド」に加盟しているが、※のある航空会社は経営施策上ワンワールドには加盟していない。
- 日本航空インターナショナル（JAL）
- ジェイエア（J-AIR）[15]
- 日本エアコミューター（JAC）[15]
- 北海道エアシステム（HAC）[15]
- 日本トランスオーシャン航空（JTA）[16]
- 琉球エアーコミューター（RAC）※

日本航空システム発足当初は、貨物事業（国内・国際とも）を「日本航空カーゴ」として分社する計画だったが、航空協定上の問題があったため、日本航空インターナショナルの事業とした。

### その他
- JALUX（商社）
- JALブランドコミュニケーション（JAL WEBシステム開発、宣伝、広告、出版）
- JALグランドサービス（グランドハンドリング業務。 旧社名AGS）
- JALホテルズ（ホテル運営）
- JALロイヤルケータリング（機内食）
- JALスカイ（2009年10月1日、JALスカイサービス・JALスカイ東京・JALウェイブの3社を統合）
- JALエンジニアリング（航空機整備、2009年10月1日 JAL航空機整備成田、JAL航空機整備東京、JALエンジンテクノロジー、JALアビテックの4社を統合）
- JALカード（クレジットカード事業）
- JALマイレージバンク（マイレージサービス運営）
- キャプラン（人材派遣・紹介）
- ジャルパック（日本国外への旅行の企画・運営）
- ジャルツアーズ（日本国内旅行の企画・運営）
- ジャルトラベル（JAL利用の個人・団体旅行および外国人旅行手配）
- ジャルセールス（旅行代理業、当初はJALグループの航空券予約・発券業務を含む総合的な商品販売が主な業務であったが、グループ再編で航空券の取扱は日本航空インターナショナルに移管され、ジャルセールスは純粋な旅行代理店となった）
- JALインフォテック（日本IBM子会社。ITシステム開発・運用）
- JALテクノサービス（消防設備・環境管理）
- ジェイ・エス・エス（警備業）
- JALエービーシー（日本国内および日本国外向けの携帯電話のレンタルサービス、宅配業務）

### かつてのグループ企業
- 日本アジア航空（JAA） - 2008年4月1日、日本航空インターナショナルに吸収合併。
- JALロジスティクス（自動車運送取扱事業・倉庫業・通関業） - 2010年10月1日、保有全株式をハマキョウレックスへ譲渡し、同年11月2日にロジ・レックスへ商号変更。
- JALウェイズ（JAZ） - 2010年12月1日、日本航空インターナショナルに吸収合併。
- ジャルキャピタル（金融業、総合リース業、保険サービス業、資金事務代行） - 2010年12月1日、日本航空インターナショナルに吸収合併。
- ティエフケー（TFK、機内食）
- JALエクスプレス（JEX） - 2014年10月1日、日本航空に吸収合併。

## 主な株主
2009年9月末の時点で、東京海上日動火災などの金融機関や東京急行電鉄が主要株主となっていた。東京急行電鉄が株式を保有しているのは、旧JASの親会社であったことに由来する。なお、東急は2010年1月14日までに全株式を売却した。個人筆頭株主は元衆議院議員（1983 - 1996　参議院から鞍替え）糸山英太郎で、一時期“エグゼクティブ・アドバイザー”を務めていた。
また、2009年9月11日には、世界最大の航空会社であるデルタ航空と業務提携を交渉していることが報道された。交渉が成立した場合、デルタ航空は日本航空の主要株主となる予定であった。
これを阻止する為に異を唱える形で、2009年9月18日には、日本航空と同じくワンワールド連合に加盟するアメリカン航空が、同じワンワールドに加盟するブリティッシュ・エアウェイズ及びカンタス航空と連合で出資を検討していることが発表され、加えてデルタ航空側も、所属するスカイチーム連合のエールフランス‐KLMの出資を検討している事が発表された。
仮にスカイチーム陣営のデルタ航空と交渉が成立した場合、スカイチームへの移籍が濃厚となり、これが実現してしまえば、ワンワールド陣営にとっては、現状アジア最大の航空会社、かつ北東アジアの主要ネットワークを担う日本航空が抜ける事で、大打撃に成りかねない事もあってか、両航空連合ともに熾烈な交渉合戦が繰り広げられた。
その後、企業再生支援機構は日本航空の再建に会社更生法を適用し、外国航空会社の出資は受けない方針としたが、両陣営にとって依然日本航空との提携の獲得、あるいは維持は重要な問題であり、引続き業務提携をめぐっての交渉合戦を繰り広げていた。
2010年2月9日、日本航空がアメリカン航空と業務提携強化を決定した。